# Adoretus ohmomoi
Adoretus ohmomoi är en skalbaggsart som beskrevs av Kobayashi 2007. Adoretus ohmomoi ingår i släktet Adoretus och familjen Rutelidae. Inga underarter finns listade i Catalogue of Life.